# Matheus Shikongo
Matheus Kristof YaPetrus Shikongo, teilweise auch Mathew  (* 26. Juni 1950 in Ondangwa, Südwestafrika; † 21. Mai 2021), war ein namibischer SWAPO-Politiker. 

## Leben
Shikongo stammte aus Ondangwa in der Region Oshana. Er erhielt seine Ausbildung an der Ongwediva High School und ein Diplom in Personnel Management and Marketing. Shikongo arbeitete anfangs in einer örtlichen Handelsfirma, bevor er 1987 nach Windhoek umzog und hier vor allem in Katutura tätig war.
Ab 1993 war er Mitglied im Windhoeker Stadtrat. 1993 sowie von 2000 bis 2010 war Shikongo Bürgermeister von Windhoek, der Hauptstadt Namibias. Am 6. Juli 2000 unterzeichneten er und Eberhard Diepgen (damaliger regierender Bürgermeister von Berlin) eine Städtepartnerschaft zwischen Berlin und Windhoek.
Von 1998 bis 2000 war Shikongo Präsident der Industrie- und Handelskammer Namibias (NCCI).
Shikongo war zuletzt unter anderem Vorstandsvorsitzender von Namibia Marine Resources sowie Mitglied der Vorstände verschiedener Unternehmen u. a. des nationalen namibischen Stromversorgungs-Unternehmen Namibia Power Corporation sowie Kumwe Investment Holdings, Welwitschia Insurance Brokers, Santam, Bank Windhoek und Metropolitan Life Namibia.
Shikongo starb mit COVID-19. Er erhielt Ende Mai 2021 ein Staatsbegräbnis.